# 태국 총리실
총리실(태국어: สำนักนายกรัฐมนตรี, 영어: Office of the Prime Minister)은 태국의 행정기관이다. 태국의 부서 중 하나면서, 총리의 직속 기관이다. 총리실의 주요 책무로는 정부 수반이자 내각 의장으로서 총리의 역할을 돕는 일이다. 부총리실의 역할도 포함하고 있다.

## 역사
총리실은 시암 혁명 이후인 1933년 12월 9일 부서 개편 법률에 따라 만들어졌다. 1954년 1월 1일부터 1959년 2월 14일까지는 내각실(태국어: สำนักคณะรัฐมนตรี)로 불리었다가, 이후 총리실로 바뀌었다.

## 능력
중앙집행기관으로서, 총리실은 태국 정부 행정부의 조정과 관리를 담당하고 있다. 총리실은 총리들의 직무 수행에 도움을 주고 정책을 관리하고 수립하는 것을 돕는다. 또한 정부의 중앙 기능 기관으로서 내각의 기록과 보좌를 담당하는 내각의 역할도 한다. 총리는 내각의 일원이기도 한 상임이사국장을 임명해 업무를 총괄해야 한다. 또한 태국의 여러 부총리의 집무실도 수용하고 있다.

## 예산
2019 회계연도의 OPM 예산(2018년 10월 30일 ~ 2019년 9월)은 4121억1620만 바트다.
태국 총리실의 예산은 2012 회계연도에 36,00130만 바트, 2012 회계연도에 35,4123만 바트, 2012 회계연도에 34,256만 바트였다.

## 같이 보기
- 총리실
- 태국의 정부부처
- 대한민국 국무총리비서실